# Marcus Licinius Crassus
Marcus Licinius Crassus (født 115 f.Kr., død 53 f.Kr.) var romersk politiker.
Som sønnesøn af Lucius Licinius Crassus og søn af Publius Licinius Crassus, begge konsuler, var han af god familie og bestemt for en karriere i det offentlige. Som ung mand måtte han på grund af forkerte politiske tilhørsforhold gemme sig i Spanien for tilhængerne af Marius og Cinna. Under Sulla fik han oprejsning og en militærpost. 
Han gav sig til at handle med fast ejendom og opkøbte besiddelser der havde tilhørt ofrene for proskriptionerne. Han siges at have benyttet særdeles lyssky metoder som ildspåsættelse, for at presse husejere til at betale for hans private brandvæsen. 
Crassus gjorde sig for alvor kendt ved at nedkæmpe det store slaveoprør under Spartacus i 71 f.Kr.. Han gav ordre til at 6.000 oprørske slaver skulle henrettes: de blev  korsfæstet nøgne langs Via Appia. 
I år 70 f.Kr. var Crassus konsul sammen med Gnaeus Pompejus. Mens Pompejus var i Asien for at bekæmpe Mithridates af Pontus, udbyggede Crassus sit eget magtapparat i Rom. Rygterne ville vide at Crassus var involveret i Catilinas sammensværgelse, men fik kolde fødder og lækkede oplysninger til Marcus Tullius Cicero.
I år 60 f.Kr. dannede Crassus, Julius Cæsar og Pompejus det første triumvirat. De tre mænds samarbejde var aldrig præget af gensidig sympati.
Cæsars succes med erobringen af Gallien lokkede Crassus til at forsøge noget tilsvarende. Han besluttede han sig for at søge en provins hvorfra han kunne føre en erobringskrig. I modsætning til Cæsars base i det sydlige Gallien var hans valg af stillingen som prokonsul i Syrien knap så heldig. 
I år 53 f.Kr. indledte han mod senatets vilje en krig mod Partherriget. Skønt hans indledende manøvrer gik godt, blev han med sine legioner lokket i baghold og måtte trække sig tilbage til den lille by Carrhae. Her blev han af sine egne mænd tvunget til at forhandle med parthernes leder. Igen blev Crassus forrådt. Han blev slået ihjel og hans hoved hugget af. Hovedet (og den ene hånd) blev sendt til Armenien, hvor de blev brugt som teaterrekvisitter i en opførelse af Euripides' Bacchae  Bacchanterne til ære for parthernes konge Orodes.
De standarter som Crassus mistede i Parthien blev tilbageerobret af kejser Augustus; noget, han regnede for sin største triumf.